# Omar Jumaa
Omar Jumaa Rabeeh Mubarak Al shuweihi, meglio noto come Omar Jumaa (in arabo عمر جمعه‎?; Dubai, 2 agosto 1995), è un calciatore emiratino, difensore attualmente svincolato .